# بدون عشق تو (ترانه آندره)
"بدون عشق تو" ترانه‌ای از هنرمند ارمنستانی آندره است.این ترانه نماینده ارمنستان در مسابقه آواز یوروویژن ۲۰۰۶ بود.